# Giuseppe Demitry
Giuseppe Demitry (Somma Vesuviana, 24 marzo 1942) è un politico italiano.

## Biografia
Già segretario Provinciale della Federazione del Partito Socialista Italiano di Napoli, è stato deputato per tre legislature dal 1984 (anno in cui subentrò al posto del dimissionario Antonio Caldoro) fino al 1994. Alla Camera ha fatto parte della Commissione Difesa. 
Ha ricoperto il ruolo di Sottosegretario di Stato alle Poste e Telecomunicazioni nel governo Craxi II, sottosegretario al Bilancio e Programmazione Economica nei governi Goria e De Mita e sottosegretario alla Marina Mercantile nei governi Andreotti VI e VII. A livello locale è stato anche consigliere comunale a Somma Vesuviana e a Melito di Napoli.
Negli anni Duemila fa parte del Nuovo PSI, di cui dal 2005 è membro della Direzione nazionale.